# Emeka Ifejiagwa
Emeka Ifejiagwa (ur. 30 października 1977 w Abie) – nigeryjski piłkarz grający na pozycji środkowego obrońcy. Nosi przydomek „Ife”.

## Kariera klubowa
Pierwszym klubem w karierze Ifejiagwy był Udoji United. W 1996 roku w swoim pierwszym sezonie gry w pierwszej lidze Nigerii wywalczył z Udoji mistrzostwo kraju. W kolejnym sezonie zespół Emeki nie obronił tytułu i zajął 5. miejsce. W sezonie 1998 Ifejiagwa bronił barw innego nigeryjskiego zespołu, Iwuanyanwu Nationale.
Latem 1998 Emeka wyjechał na testy do Charlton Athletic. Spodobał się menedżerowi Alanowi Curbishleyowi i za 32.700 funtów przeszedł do londyńskiego klubu podpisując 2-letni kontrakt. Nie mógł jednak dostać pozwolenia na pracę, co skutkowały tym, że przez ponad pół roku ani razu nie pojawił się na boisku Premier League. W końcu Charlton wypożyczył Ifejiagwę do Brighton & Hove Albion F.C. Jednak problem pozwolenia pojawił się i tu i Ifejiagwa zagrał jedynie w 2 meczach w Division Three i zdobył 1 gola.
Latem 1999 Ifejiagwa przeszedł do hiszpańskiego CA Osasuna. W Segunda División rozegrał 4 mecze i nieznacznie przyczynił się do powrotu tej drużyny do Primera División. Przez kolejne pół roku pobytu w Hiszpanii Ifejiagwa grał jedynie w rezerwach Osasuny i nie zdołał zadebiutować w hiszpańskiej ekstraklasie.
Zimą 2001 nigeryjski obrońca podpisał kontrakt z VfL Wolfsburg. W Bundeslidze zadebiutował 27 stycznia 2001 w zremisowanym 0:0 wyjazdowym meczu z 1. FC Kaiserslautern. W końcowej fazie sezonu prześladowały go kontuzje i ostatecznie zagrał w 8 meczach ligowych i z Wolfsburgiem zajął 9. miejsce w lidze. W sezonie 2001/2002 ani razu nie pojawił się na boiskach Bundesligi i po sezonie wypożyczono go do drugoligowego Waldhofu Mannheim. Tam Ifejiagwa rozegrał całkiem udany sezon, jednak Waldhof zajął ostatnią pozycję i spadł do Regionalligi.
W połowie 2003 roku Ifejiagwa szukał klubu i ostatecznie zdecydował się wrócić do ojczyzny zostając zawodnikiem Bendel Insurance FC. W 2007 roku zakończył karierę jako piłkarz tego zespołu.
| Sezon   | Klub                 | Kraj      | Rozgrywki        | Mecze | Bramki |
| ------- | -------------------- | --------- | ---------------- | ----- | ------ |
| 1996    | Udoji United         | Nigeria   | Premier League   | ?     | ?      |
| 1997    | Udoji United         | Nigeria   | Premier League   | ?     | ?      |
| 1998    | Iwuanyanwu Nationale | Nigeria   | Premier League   | ?     | ?      |
| 1998/99 | Charlton Athletic    | Anglia    | Premier League   | 0     | 0      |
| 1998/99 | Brighton & Hove      | Anglia    | Division Three   | 2     | 1      |
| 1999/00 | CA Osasuna           | Hiszpania | Segunda División | 4     | 0      |
| 2000/01 | CA Osasuna           | Hiszpania | Primera División | 0     | 0      |
| 2000/01 | VfL Wolfsburg        | Niemcy    | Bundesliga       | 8     | 0      |
| 2001/02 | VfL Wolfsburg        | Niemcy    | Bundesliga       | 0     | 0      |
| 2002/03 | SV Waldhof Mannheim  | Niemcy    | 2. Bundesliga    | 28    | 0      |
| 2003    | Bendel Insurance FC  | Nigeria   | Premier League   | ?     | ?      |
| 2004    | Bendel Insurance FC  | Nigeria   | Premier League   | ?     | ?      |
| 2005    | Bendel Insurance FC  | Nigeria   | Premier League   | ?     | ?      |
| 2006    | Bendel Insurance FC  | Nigeria   | Premier League   | ?     | ?      |
| 2007    | Bendel Insurance FC  | Nigeria   | Premier League   | ?     | ?      |

## Kariera reprezentacyjna
Kariera reprezentacyjna Ifejiagwy zaczęła się w 1997 roku, gdy wyjechał na z reprezentacją Nigerii na sparingi do Lusaki. W kadrze zadebiutował więc 13 grudnia w zremisowanym 0:0 meczu z Zambią. Zespół Nigerii składał się z samych młodych zawodników, którzy mogliby zasilić kadrę na finały MŚ 1998.
W 1998 roku Ifejiagwa na mistrzostwa nie pojechał, ale na początku 1999 roku wziął udział w dwóch kwalifikacyjnych meczach do PNA 2000 z Burundi (2:0) i Senegalem (1:1). Grał wówczas w pierwszym składzie i prezentował wysoką formę. W 2000 roku był w kadrze na Puchar Narodów Afryki, ale na kilka dni przed rozpoczęciem turnieju doznał kontuzji i został zastąpiony przez Furo Iyenemi. Podobna sytuacja miała miejsce w 2002 roku, gdy na dzień przed rozpoczęciem Pucharu Narodów Afryki 2002 kontuzjowanego Ifejiagwę zastąpił Wilson Oruma.